# Lichenophanes fasciculatus
Lichenophanes fasciculatus là một loài bọ cánh cứng trong họ Bostrichidae. Loài này được Fall miêu tả khoa học năm 1909.